# 波浪號

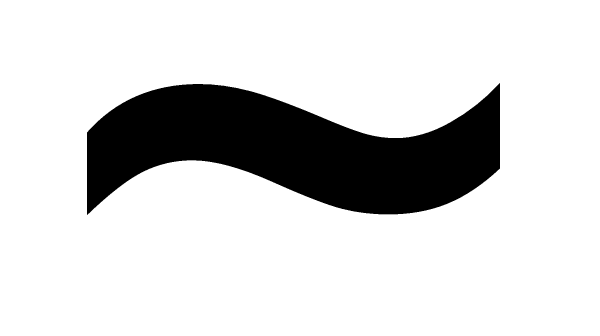
顎化符號

波浪號（tilde、~）是一個有許多用途的標點符號。原本它作為縮寫符號的一個字母，但亦有作為變音符號或單一文字的用途。在數學上，它是代表等價關係的數學符號。在最後一個用途裡（尤其是在辭書學裡），它有時會被當做代字號。

## 變音符號
在多种拼音語言裡，波浪號是放在字母上的一變音符，用來表示该字母在此处发音有所改变，如鼻音化；此处又称腭化符号、鼻音化符号。
在希臘語的多聲調拼寫法裡，波浪號為抑揚符號的變體。
它被當做縮寫來使用於中古拉丁語的文書上。當「n」或「m」跟在一母音後時，它常常會被忽略掉，而將波浪號放在前一母音上面來表示此一忽略字母。這是波浪號被用來表示鼻音化的起源。直到17世紀為止，用以忽略「n」或「m」的母音上之波浪號持續被用在法語出版書籍上以縮短文章的長度。波浪號偶爾亦被使用在其他的縮寫上，如字母「q」上（q̃）來強調單字que（那）。
在葡萄牙語和一些美洲原住民語言圖皮瓜拉尼語言如瓜拉尼語、恩嘎圖語等語言內，波浪號標示一鼻化元音。另外，图皮语诸语言的瓜拉尼語還有使用G̃這個字母。
在西班牙語和其他如加里西亞語、巴斯克語和巴拉圭語等文化上被西班牙影響的語言裡，ñ是一單獨字母，表示一硬腭鼻音（IPA [ɲ]）。在西班牙語裡，它原本寫做nn。
在愛沙尼亞語裡，õ是一單獨字母，表示一單獨母音。
在越南語裡，母音上的波浪號表示一下沉聲調——跌聲。
在IPA裡，在一符號上的波浪號表示其鼻音化，在一符号下的则表示吱嘎音，而在一符號中的則表示將其軟腭化。例如，Lyon（法國城市里昂）的發音為[ljɔ̃]，及澳式英語中「cool」的發音為[kʊ:ɫ]。 

## 數學符號
在數學上，它可以代表：
- 等價關係；
- 渐近相等，读作twiddle。如{\displaystyle f(x)\sim g(x)}表示{\displaystyle \lim _{x\to \infty }{\frac {f(x)}{g(x)}}=1}；
- 近似相等，如： ♎︎  ≃ ≈
- 几何的相似，如∆ABC ~ ∆DEF。几何的全等：△ABC ≅ △DEF
- “服从某概率分布”，如{\displaystyle \ X\sim N(\mu ,\sigma ^{2})}表示“X服从期望值为{\displaystyle \mu }、變異數为{\displaystyle \sigma ^{2}}的正态分布”；
- 傅里叶变换: "{\displaystyle {\tilde {f}}}"念作"eff tilde"或非正式地"eff twiddle"、"eff wiggle"。
- 放在字母下方，表示向量的量，例如{\displaystyle (x_{1},x_{2},x_{3},\ldots ,x_{n})={\underset {^{\sim }}{\mathbf {x} }}}
- 统计学和概率论中，字母上面的波浪号，代表随机变量的中位数。如{\displaystyle {\tilde {\mathbf {y} }}}。字母n上带波浪号 ({\displaystyle {\tilde {n}}})，有时表示调和平均数.

## 编程语言
C语言中，波浪号作为按位取反运算符，而 ! 是逻辑取反运算符。受C语言影响的很多编程语言，如C++, D, C#, MySQL,SQL Server Transact-SQL (T-SQL), JavaScript都采用该运算符。
C++和C#把波浪号作为析构函数名字的前缀。
ASP.NET把波浪号作为应用程序虚目录的根的快捷。